# Województwo zachodniopomorskie
Województwo zachodniopomorskie (dansk: voivodskabet Vestpommern, tysk: Woiwodschaft Westpommern) er en administrativ del af det nordvestlige Polen ved Østersøen, en af 16 provinser skabt efter den administrative reform i 1999. Voivodskabets hovedstad er Stettin. Vestpommern har et areal på 22.896 km2 og 1.676.920 indbyggere(2021), befolkningstætheden er på 74 personer pr km2.
Voivodskabet vestpommern grænser op til voivodskabet Pommern mod øst, voivodskabet Storpolen mod sydøst, voivodskabet Lubusz mod syd, mod vest Tyskland, Mecklenburg-Vorpommern, mod vest og Østersøen mod nord.
1. Szczecin (402.067)
2. Koszalin (107.225)
3. Stargard (67.795)
4. Kołobrzeg (46.309)
5. Świnoujście (40.883)
6. Szczecinek (40.016)
7. Police (32.575)
8. Wałcz (25.312)
9. Białogard (24.250)
10. Goleniów (22.284)
11. Gryfino (21.221)
12. Nowogard (16.603)
13. Gryfice (16.524)
14. Świdwin (15.533)
15. Choszczno (15.213)
16. Dębno (13.775)
17. Barlinek (13.752)
18. Darłowo (13.710)
19. Złocieniec (12.901)
20. Pyrzyce (12.581)
21. Sławno (12.511)
22. Drawsko Pomorskie (11.597)
23. Myślibórz (11.151)
24. Łobez (10.167)
25. Trzebiatów (9.986)
26. Kamień Pomorski (8.807)
27. Połczyn-Zdrój (8.073)
28. Chojna (7.375)
29. Czaplinek (7.109)
30. Sianów (6.621)
31. Karlino (5.945)
32. Międzyzdroje (5.376)
33. Borne Sulinowo (5.116)
34. Wolin (4.878)
35. Kalisz Pomorski (4.366)
36. Resko (4.217)
37. Bobolice (3.991)
38. Płoty (3.965)
39. Lipiany (3.922)
40. Barwice (3.715)
41. Mieszkowice (3.647)
42. Maszewo (3.357)
43. Chociwel (3.177)
44. Mirosławiec (3.081)
45. Mielno (2.956)
46. Polanów (2.917)
47. Recz (2.898)
48. Węgorzyno (2.816)
49. Dziwnów (2.663)
50. Golczewo (2.660)
51. Pełczyce (2.583)
52. Tychowo (2.520)
53. Stepnica (2.465)
54. Gościno (2.430)
55. Człopa (2.322)
56. Dobra (2.307)
57. Drawno (2.280)
58. Dobrzany (2.267)
59. Trzcińsko-Zdrój (2.263)
60. Biały Bór (2.185)
61. Tuczno (1.934)
62. Ińsko (1.924)
63. Moryń (1.630)
64. Cedynia (1.555)
65. Suchań (1.471)
66. Nowe Warpno (1.190)